# 菊月保存会
一般社団法人菊月保存会（きくづきほぞんかい、英: KIKUZUKI Preservation Society）は、駆逐艦菊月の引き揚げ及び展示を目指す有志によって組織される任意団体。2021年9月18日に一般社団法人を解散した。

## 概要
前身となる一般社団法人は、旧大日本帝国海軍の駆逐艦菊月のソロモン諸島からの一部引き揚げと京都府舞鶴市での修復・保存、およびそれらを通し国際相互理解の促進に寄与する事を目的として2016年（平成28年）に設立された。

## 主な実績
2016年3月30日、ソロモン諸島政府より駆逐艦菊月の第3（その後のソロモン諸島国立博物館との共同調査によれば第4）砲身および第3砲台座の引き揚げ許可書を受領した。
また、2017年1月19日には駆逐艦菊月の第1煙突一部が日本に帰還したとTwitter上で公表している。
さらに同年6月18日、第4砲身の引き揚げが完了した。ツラギ島にて砲身を洗浄中に内部から無可動処理と思われる不明物（その後、炸薬の取り除かれた砲弾と判明）が現れたため、現地爆発物処理班による安全確認を待ち、一か月後の7月15日、錆止め処理が終わり、ホニアラ港への輸送が完了した。
その翌週、7月23日に日本への移送を開始、9月3日に神戸港へ到着し1942年（昭和17年）5月4日に擱座して以来75年ぶりに本土に帰還した。
9月5日に建造した旧舞鶴海軍工廠の流れを汲むジャパン マリンユナイテッド（JMU）舞鶴事業所へ移送された。
2020年6月27日、JMUでの修復作業を経て第4砲身は大森神社に奉納された。

## 沿革
2015年
1月 - 菊月プロジェクト発足。
2016年
2月 - 一般社団法人へ移行。大阪府大阪市北区堂島浜に本部を置く。名称を菊月保存会に変更。
6月 - 千葉県山武市に本部を移転。
2017年
6月18日 - 菊月第4砲身引き揚げ完了。その後、ホニアラ港から神戸港へ移送し、JMU舞鶴事業所にて修復処置を行う。
2020年
6月27日 - 大森神社（彌伽宜神社）に菊月第4砲身を奉納。
2021年
6月27日 - 大森神社（彌伽宜神社）に奉納された菊月第4砲身に看板を設置。
2021年
9月18日 - 一般社団法人を解散。

## 会員
正会員この法人を運営するために会員資格を取得した個人又は団体
賛助会員この法人を賛助するために会員資格を取得した個人又は団体
名誉会員この法人に功労のあった者又は学識経験者で、社員総会において推薦され、会員資格を取得した個人
準会員この法人の情報を優先的に受け取るために会員資格を取得した個人

## 主な事業
- 駆逐艦菊月等戦争遺物の引き揚げ及び修復と保存
- 駆逐艦菊月元乗員等関係者との交流